# ریستو بیورلین
ریستو بیورلین (فنلاندی: Risto Björlin؛ زادهٔ ۹ دسامبر ۱۹۴۴) کشتی‌گیر اهل فنلاند بود.